# Papillaria blanda
Papillaria blanda là một loài Rêu trong họ Meteoriaceae. Loài này được (Harv.) A. Jaeger mô tả khoa học đầu tiên năm 1877.